# Вулиця Анатолія Лупиноса (Київ)
Ву́лиця Анато́лія Лупино́са — вулиця в Солом'янському районі міста Києва, селище Жуляни. Пролягає від вулиці Котляревського до вулиці Отця Анатолія Жураковського.
Прилучається вулиця Гоголя.

## Історія
Виникла як одна з нових вулиць села Жуляни не раніше 1950-х років під назвою вулиця Горького, на честь російського письменника Максима Горького.
Сучасна назва вулиці на честь українського політичного та громадського діяча Анатолія Лупиноса — з 2015 року.